# Мир Мухаммед Амин-и Бухари
Мухаммед Амин-и Бухари (узб. Muhammad Amin-i Bukhori) (1655 — 1712) — историк эпохи Бухарского ханства.

## Биография
Бухарский историк Мир Мухаммед Амин-и Бухари родился в 1655 году в Бухаре.
Начальное образование он получил в Бухаре.
Мир Мухаммед Амин-и Бухари служил при дворе узбекских правителей династии Джанидов: Субханкули-хане, Убайдулла-хане.
Его главное сочинение «Убайдулла-наме» является продолжением труда бухарского историка Мухаммед Юсуфа «Мукимханская история». В сочинении приводятся данные о политической истории Бухарского ханства конца XVII- начала XVIII в. Сочинение Амин-и Бухари рисует уже начавшийся развал некогда единого узбекского государства.

## Смерть
Мир Мухаммед Амин-и Бухари умер после 1712 года.